# Louis de Ségur-Lamoignon
Le comte Louis de Ségur-Lamoignon est un militaire et homme d'affaires français né le 8 novembre 1860 à Paris et mort le 31 janvier 1930 au château de Méry-sur-Oise.

## Biographie
Louis Marie Frédéric Guillaume de Ségur-Lamoignon est le fils du comte Edgar de Ségur-Lamoignon (fils d'Eugène de Ségur et de Sophie Rostopchine) et de Marie de Reiset (fille de Frédéric Reiset). Sa grand-mère, la comtesse de Ségur, lui dédia son roman Quel amour d’enfant !.

### Carrière militaire
Élève à l'École militaire de Saint-Cyr de 1880 à 1882 (promotion des Kroumirs), il sert comme officier de cavalerie et est détaché à sa demande à l'escadron des spahis sénégalais. Il prend part entre autres aux batailles de Samory et de Bakel en 1886.
Il épouse en 1887 Rosa Maria Arguelles (1867-1923), d'une famille péruvienne très influente par ses alliances et ses intérêts miniers, cousine germaine de la marquise de Gabriac. Ils seront les parents de Philippe, marié à la sœur du ministre Edmond Barrachin, et de Guillaume, connu comme acteur sous le nom de « Guillaume de Sax » et qui épousera la célèbre actrice Cécile Sorel.

### L'homme d'affaires
Il se lance dans les affaires, et plus particulièrement dans les entreprises ferroviaires. Il devient ainsi vice-président et administrateur-délégué de la Compagnie internationale des wagons-lits et de la Compagnie internationale des Grands Hôtels.
Il est président de la Banque générale française.
Il est membre du comité de patronage de l'École catholique d'arts et métiers de Lille, la première de France, dès sa création en 1898.
Il fonde plusieurs sociétés, dont la Société française de tramways électriques et de chemins de fer en 1899 et la Société des Chemins de fer de la Manche en 1904, qu'il préside. Il est également le président de la Compagnie des tramways de Lourdes, de la Compagnie générale de construction et de l'Élysée Palace Hôtel company. Il siège aussi au conseil d'administration de Pullman Company, et de la Compagnie parisienne d'éclairage et de chauffage par le gaz.
Il est élu président de la Société centrale des chasseurs en 1913.

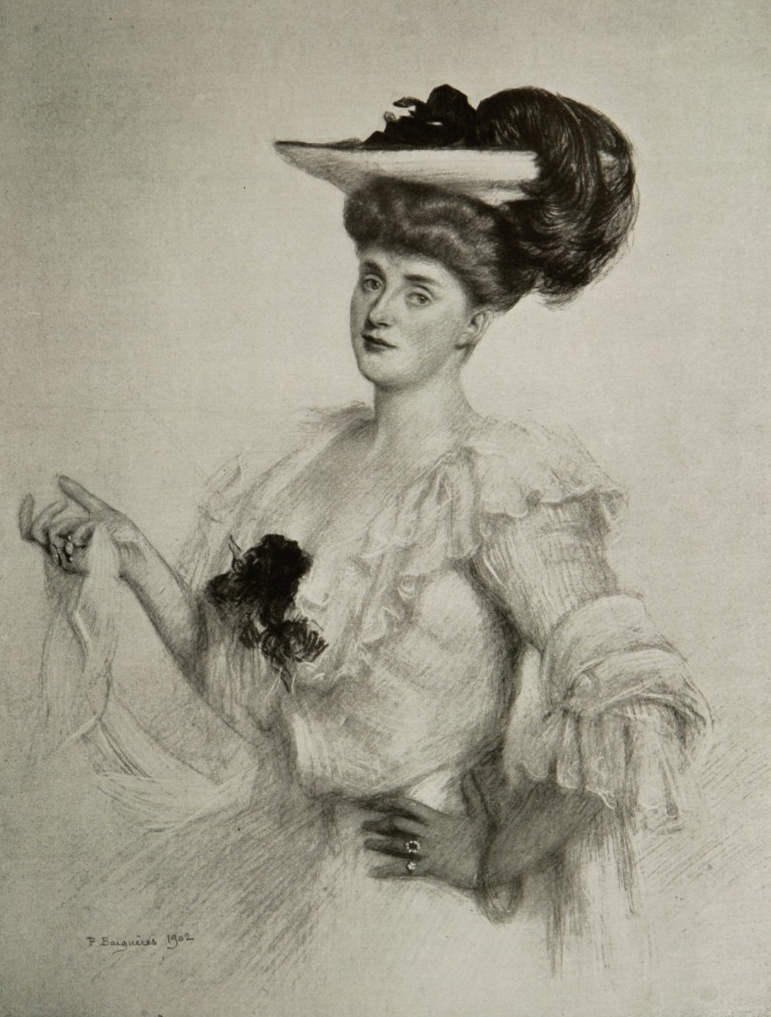
Portrait de Suzanne du Buit, sa seconde épouse, par Paul Baignères (1902).

Veuf de sa première épouse, il se remarie en 1928, à l'abbaye de Royaumont, avec Suzanne du Buit (1876-1963), nièce du bâtonnier Henry du Buit et veuve de l'industriel Édouard Goüin, ainsi que mère notamment d'Henry Goüin et de la comtesse de Ganay. Il meurt deux ans plus tard, le 31 janvier 1930, dans son château de Méry-sur-Oise.